# 광양시의회
광양시의회는 전라남도 광양시 지역을 관할하는 기초의회이다.